# Ichthyodes punctata
Ichthyodes punctata là một loài bọ cánh cứng trong họ Cerambycidae.